# رغدة جلال

## سيرتها
ممثلة، مصرية كذلك ومغنية، ومؤدية دوبلاج. تخرجت في قسم دراما ونقد مسرحي بكلية آداب جامعة عين شمس لها مشاركات قليلة في التلفاز كما ان لها أعمال غنائية

## أعمالها
- أبو العربي في ميشين إيمبوسيبل (2021)
- ضد الكسر (2021)[2][3]
- خلصانة بشياكة (2017)